# Anemone multifida

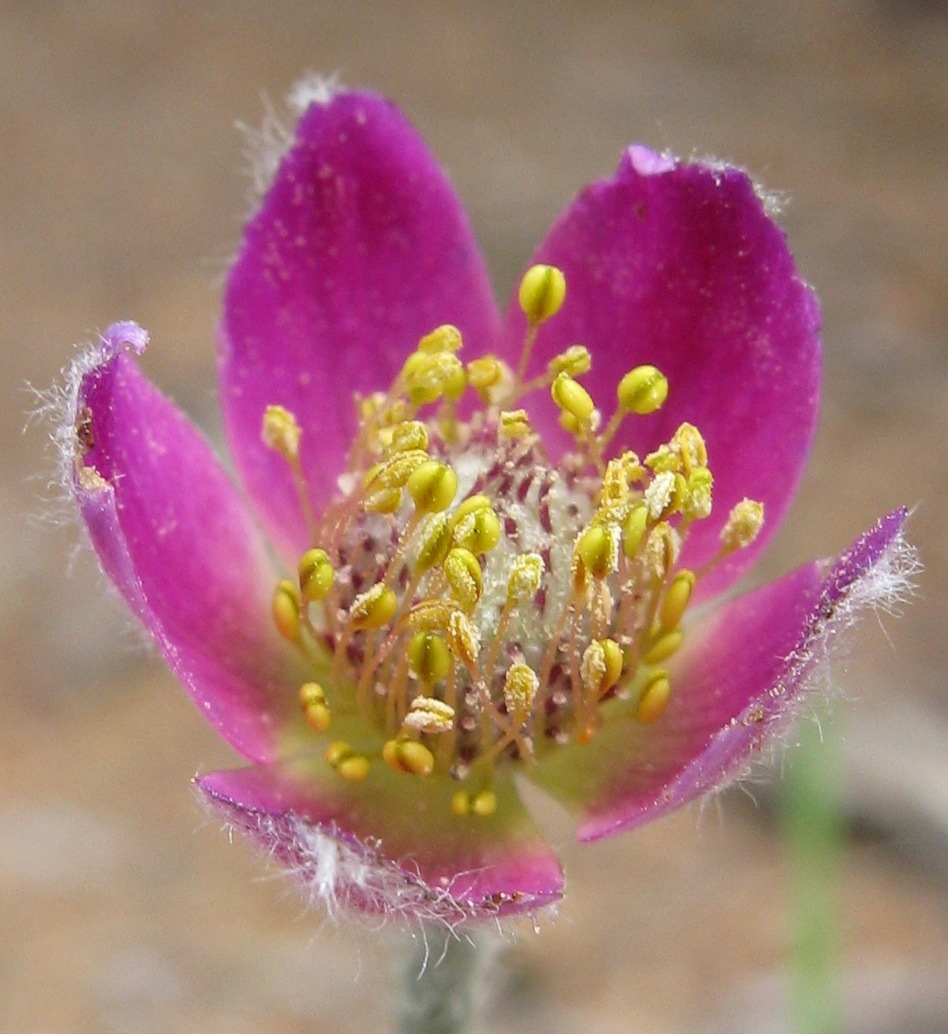
Detalle de la flor

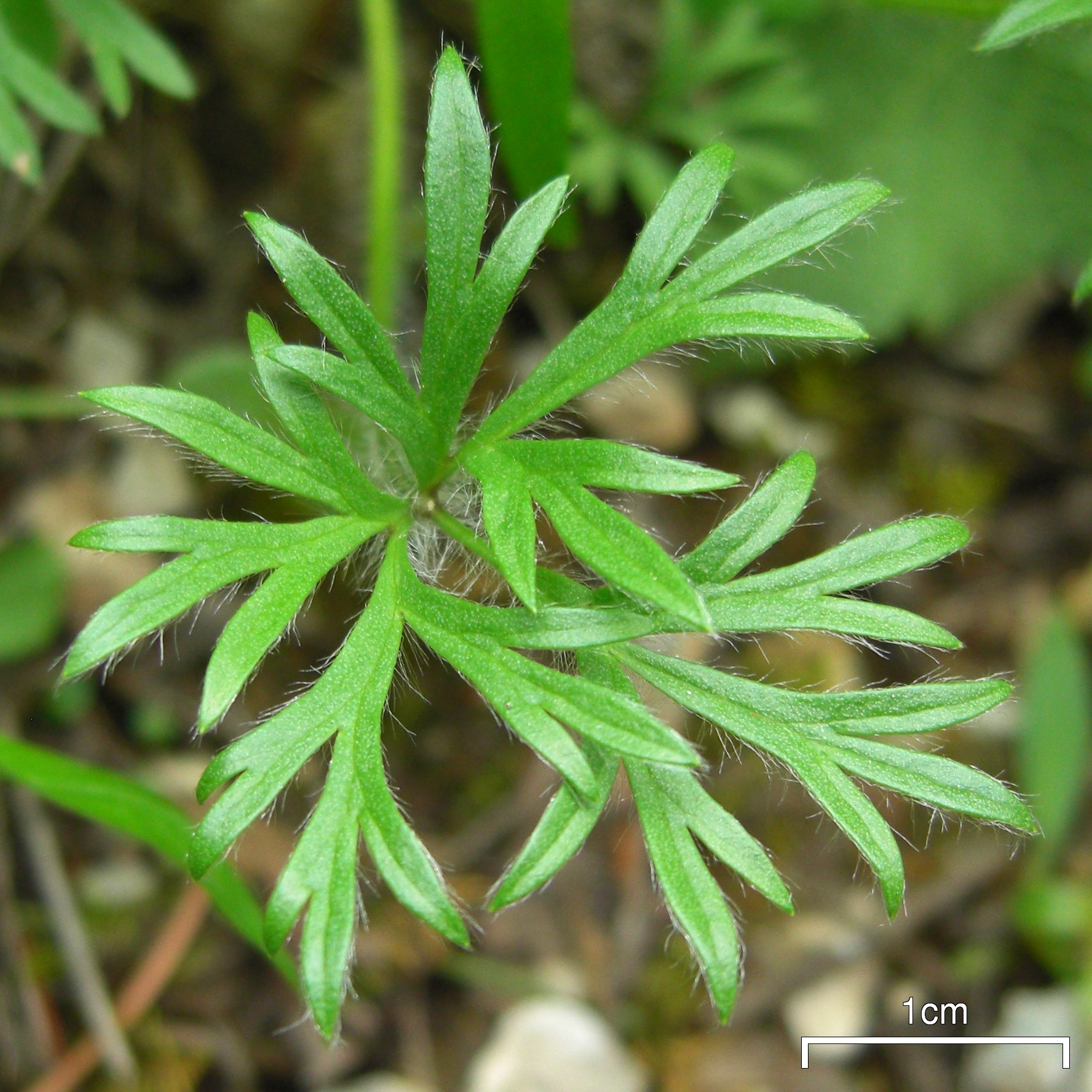
Detalle de la hoja

Anemone multifida es una planta herbácea de la familia de las ranunculáceas. Es nativa de Norteamérica desde Alaska a Nueva York y al sur hasta Arizona y Nuevo México. También es conocida en algunos lugares de Sudamérica.

## Descripción
Es una hierba perenne que es muy variable en su apariencia, especialmente a través de las variedades. Crece a partir de un caudex ramificado que alcanza alturas de 10 a 70 centímetros. Las hojas son largas y pecioladas y están cubiertas de una capa de largos pelos blancos sedosos. Cada hoja está dividida en muchos lóbulos largos y puntiagudos, y los lóbulos se subdividen a veces. Incluyendo el peciolo una sola hoja puede tener de 5 a 20 centímetros de largo. La inflorescencia tiene una o más flores. Las flores no tienen pétalos, sino de cinco a ocho sépalos que pueden ser de casi cualquier color.  El centro de la flor contiene hasta 80 estambres . El fruto es un aquenio picudo y peludo de unos pocos milímetros de largo.

## Taxonomía
Anemone multifida, fue descrita  por Jean Louis Marie Poiret y publicado en  Encyclopédie Méthodique. Botanique ... Supplément 1(1): 364, en el año 1810.
Etimología
El nombre del género Anemone viene del griego ἄνεμος (anemos, que significa viento), por una antigua leyenda que dice que las flores sólo se abren cuando sopla el viento. 
multifida: epíteto latíno que significa "con múltiples divisiones".
Sinonimia
- Anemone baldensis G.Don
- Anemone commersoniana Richardson ex Spreng.
- Anemone hudsoniana (DC.) Richardson
- Anemone lanigera Gay
- Anemone lanigera var. hudsoniana DC.
- Anemone magellanica H.R.Wehrh.
- Anemone narcissiflora Hook. & Arn.
- Anemone sanguinea Pursh ex Pritz.[4]

var. hudsoniana DC.
- Anemone globosa (Torr. & A.Gray) Nutt. ex Pritz.	'
- Anemone hudsoniana var. sanguinea Richardson[5]
- var. stylosa (A.Nelson) B.E.Dutton & Keener
- Anemone stylosa A.Nelson[6]